# Bundesoberstufenrealgymnasium Deutsch-Wagram
Das Bundesoberstufenrealgymnasium Deutsch-Wagram (kurz BORG Deutsch-Wagram) ist eine Allgemeinbildende Höhere Schule in Deutsch-Wagram und befindet sich im Schulzentrum Deutsch-Wagram in Niederösterreich.

## Geschichte
Im Jahr 2007 wurde das Oberstufenrealgymnasium von der Stadtgemeinde als Privatgymnasium mit Öffentlichkeitsrecht gegründet. Ziel der Gemeinde war es, auf eigenes Risiko eine Allgemeinbildende Höhere Schule (AHS) vor Ort zu etablieren, und nachfolgend dem Staat zu übergeben. Als solche war sie seinerzeit nur eine von zwei AHS in Österreich, die eine Privatschule mit einer Gemeinde als Erhalter waren.
Anfangs blieben die Schülerzahlen unter den Erwartungen. Erst ein neu bestellter Direktor, damals der jüngste Niederösterreichs, konnte mit einem neuen pädagogischen Konzept das Image der Schule heben und die Schülerzahlen steigern, von 120 Schülerinnen und Schülern 2010 auf 200 im Jahr 2012. Der im Gebäude der Hauptschule zur Verfügung stehende Platz reichte bald nicht mehr aus, sodass mit dem Bau eines neuen Schulgebäudes begonnen wurde (Gemeinderatsbeschluss vom 8. Mai 2008). Für das Schuljahr 2008/09 wurde ein Provisorium errichtet.
2011 wurde die Schule vom Staat übernommen und zog zugleich in das neue Gebäude um.

## Schulprofil
Das BORG Deutsch-Wagram ist eine Allgemeinbildende Höhere Schule (AHS) mit drei Ausbildungszweigen (Kunst, Musik, Sport). Unabhängig von den Ausbildungszweigen gibt es drei Schwerpunktsetzungen sowie ein vielfältiges Zusatzangebot. Die Schule zeichnet sich nicht nur durch ein neues Schulgebäude mit moderner Ausstattung und eine gute Verkehrsanbindung aus, sondern auch durch individuelle Fördermaßnahmen und eine Vielfalt an Lehrmethoden.
Ausbildungszweige:
- Kunst: Der Kunstzweig zeichnet sich durch eine besonders große Themenvielfalt aus. Handwerkliche Kompetenzen werden gesteigert, visuelles Verständnis wird erweitert und die Fähigkeit zum Querdenken gefördert. Der praxisorientierte Unterricht wird durch unverbindliche Übungen wie Fotografie und Film ergänzt.
- Musik: Der Musikzweig bietet die Möglichkeit, ein Instrument neu zu erlernen oder vorhandenes Können zu vertiefen. Durch die Förderung von Kreativität wird ein Zugang zur Kultur eröffnet, zudem erfolgt eine Stärkung des individuellen Selbstbewusstseins. Weitere musikalische Schwerpunkte können durch den Besuch unverbindlicher Übungen wie Band und Chor gesetzt werden.
- Sport: Der Sportzweig beinhaltet sowohl eine praktische Basisausbildung in unterschiedlichen Sportarten als auch eine theoretische Schwerpunktsetzung im Bereich Sportmanagement. Darüber hinaus werden sportbegeisterte Jugendliche durch ein breites Angebot an unverbindlichen Übungen wie Leichtathletik und diversen Ballsportarten gefördert.

Schwerpunktsetzungen:
- Fördern und Stärken: Das BORG Deutsch-Wagram bietet ein einzigartiges Kompetenztraining für seine Schülerinnen und Schüler an. Ziel ist es, einerseits den neuen Schülerinnen und Schülern den Übergang in die Oberstufe zu erleichtern und etwaige Lernrückstände zu beseitigen (Förderkurse für die 5. Klassen) und andererseits die Schülerinnen und Schüler des Maturajahrgangs bestmöglich auf die neue Reifeprüfung vorzubereiten (Förderkurse für die 8. Klassen). Neben dem Kompetenztraining wird auch auf die Begabtenförderung großer Wert gelegt. Ein weiteres zentrales Element des Förderns und Stärkens ist aber auch das Erlangen von Lebenspraxis. Beispielsweise haben die Schülerinnen und Schüler die Möglichkeit, an Life Lessons teilzunehmen - einem einzigartigen Pilotprojekt mit Partnern aus der Wirtschaft.
- Gesundheit und Fitness: Dem BORG Deutsch-Wagram ist es ein großes Anliegen, das Wohlbefinden der Schülerinnen und Schülern, sowie der Lehrerinnen und Lehrer bestmöglich zu fördern. Aus diesem Grund werden am Schulstandort zahlreiche gesundheitsfördernde Maßnahmen (u. a. Teilnahme an den Programmen “Gesunde Schule” und “Vitalküche”, Unterrichtsfach Gesundheitslehre wird angeboten) gesetzt.   Ziel ist es, optimale Lern- und Arbeitsbedingungen im Lebensraum Schule zu schaffen. Zudem sollen die Gesundheitskompetenzen aller Menschen am BORG Deutsch-Wagram gestärkt und sie zu einem gesundheitsbewussten Lebensstil – auch außerhalb der Schule – motiviert werden. Weiters wurden zur Förderung des körperlichen Wohlbefindens sogar die Anzahl an Unterrichtseinheiten im Gegenstand “Bewegung und Sport” in allen Schulzweigen erhöht.
- Kommunikation und Präsentation: Am BORG Deutsch-Wagram wurde mit dem Unterrichtsfach “Kommunikation und Präsentation” ein wichtiger schulautonomer Schwerpunkt gesetzt. Die Schülerinnen und Schüler lernen unter anderem, wie man selbstbewusst vor großen Gruppen auftritt, wie man spannende und überzeugende Vorträge hält, wie man erfolgreich den Bewerbungsprozess besteht und wie man wertschätzend mit seinen Mitmenschen kommuniziert. Darüber hinaus werden die Schülerinnen und Schüler optimal auf die vorwissenschaftliche Arbeit (VWA) einschließlich Präsentation und Diskussion im Rahmen der neuen Reifeprüfung vorbereitet.

Des Weiteren werden u. a. folgende Zusatzangebote am BORG Deutsch-Wagram angeboten:
- Erste Hilfe Kurs (anrechenbar für den Führerschein)
- Sprachzertifikate in Englisch und Spanisch
- Digitaler Kompetenz Pass
- Unternehmerführerschein
- Vital4Brain Ausbildung

## Architektur
Das Schulgebäude besteht aus zwei getrennten Baukörpern, einem langgestreckten Schulriegel in der Normale auf die Allee des Schulzentrums und einer Zweifachsporthalle. Es ist ein Beispiel einer zeitgemäßen Schularchitektur. Den Architekturwettbewerb hatte das Architekturbüro franz zt gmbh Robert Diem und Erwin Stättner in Wien gewonnen.
Der Schulteil (Bauteil I) ist mit Tiefgeschoß drei- bis viergeschoßig, von der westlichen Straßenseite stellt er sich aber nur zweigeschoßig-langgezogen dar. Dabei nimmt er in der Längsachse das Profilgefälle zum Teich hin auf. Er hat im Erdgeschoß ein durchlaufendes Fensterband, was einen schwebenden Eindruck erzeugt. 175 Großfenster im einheitlichen Format von 1,80 × 1,80 m sind über die weiß bis leicht bläulich abgestufte Aluminiumfassade verteilt, außen rhythmisch-unsortiert wirkend sind sie dem notwendigen Gebrauch und Bedarf der Innenräume angepasst. Zur Allee hin befindet sich ein großzügiger Vorplatz, von dem der markante Eingang zu Zentralgarderobe und Aula führt. Die Schulbibliothek erstreckt sich im Inneren über drei Stockwerke. Am Dach konnte eine großzügige Terrasse für Pausenaufenthalte geschaffen werden.
Die Sporthalle (Bauteil II) ist auf Teichniveau gesetzt, um den Übergang zum gegenüberliegenden Gebäudebestand herzustellen, stellt sich im höheren Bodenniveau gedrungen dar. Sie bildet mit der Aluminiumaußenhaut optisch eine Einheit mit dem Schulteil, ist aber von diesem abgesetzt, um den freien Zugang zum Teich zu erhalten, was zu den zentralen Anliegen der Planung gehörte. Im Untergeschoß besteht eine wettergeschützte Verbindung zum Schulhaus, während externe Benutzer oder Zuschauer über eine Außentreppe direkt von den Parkplätzen Zugang haben.
Der Neubau ist in Passivhausqualität erstellt (Deutsch-Wagram ist seit 1997 Klimabündnis-Gemeinde), mit Erdwärmepumpenanlage und Solarstromgewinnung.
Die Baukosten einschließlich Geländearbeiten beliefen sich auf etwa 16. Mio. Euro. Das Gebäude wurde auch vom Österreichischen Institut für Schul- und Sportstättenbau ausgezeichnet.